# 馬灣公眾碼頭

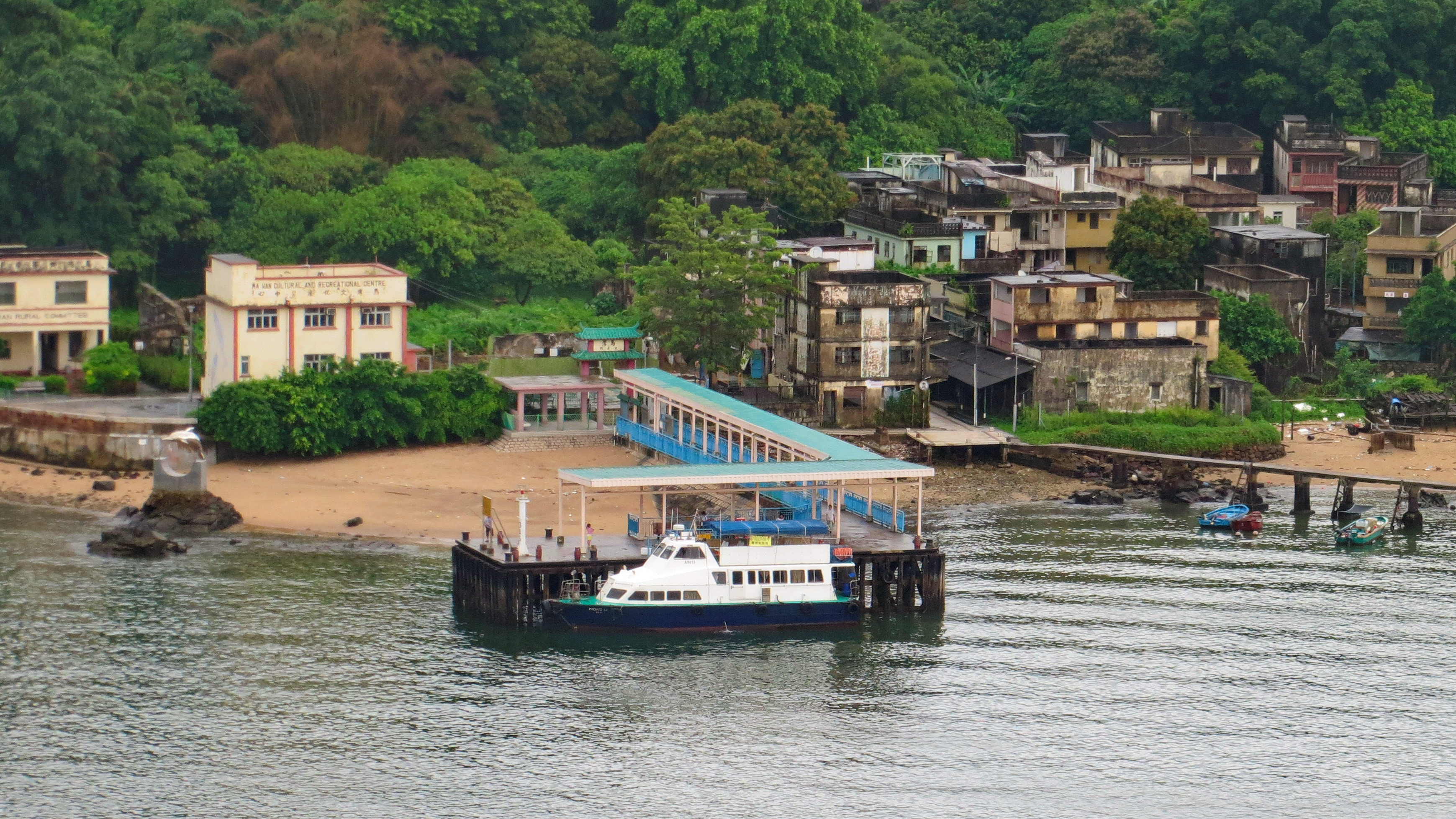
馬灣公眾碼頭及馬灣大街村一帶

馬灣公眾碼頭（英語：Ma Wan Public Pier）是香港昔日一個公眾碼頭，位於馬灣的馬灣大街村，從碼頭可遠眺汲水門橋一帶的景色。 	
昔日未建有珀麗灣碼頭及青馬大橋，要前往馬灣，需要先在位於荃灣區深井釣魚灣的深井公眾碼頭（舊稱「馬灣街渡碼頭」）乘搭街渡，然後在馬灣公眾碼頭上岸。該街渡服務已於2004至05年間停航。馬灣公眾碼頭現時成為釣魚人士的垂釣地點。

## 資料來源
1. ↑  . 商務及經濟發展局 電影服務統籌科網站. 2011-11-17  [2011-12-19].[永久]

## 參看
- 珀麗灣碼頭
- 馬灣碼頭 (深井)